# Shelter (2010)
Shelter is een Amerikaanse thriller-horrorfilm uit 2010 onder regie van Måns Mårlind en Björn Stein. De film verscheen in de Verenigde Staten als 6 Souls.

## Verhaallijn
Cara Harding is een alleenstaande moeder en ambitieuze psychiater. Al haar hele carrière stelt ze zich op het standpunt dat een dissociatieve identiteitsstoornis feitelijk niet bestaat. Dan leert ze Adam kennen, een criminele psychiatrisch patiënt wiens vele persoonlijkheidswisselingen schijnbaar onverklaarbare verschijnselen met zich meebrengen. Dit intrigeert haar zodanig dat ze zich vol op zijn dossier stort. Naarmate ze meer en meer leert over Adams personages, raakt ze ervan overtuigd dat ze te maken heeft met iets bovennatuurlijks.

## Rolverdeling
| Acteur               | Personage             |
| -------------------- | --------------------- |
| Julianne Moore       | Cara Harding          |
| Jonathan Rhys Meyers | David / Adam / Wesley |
| Jeffrey DeMunn       | Dr. Harding           |
| Frances Conroy       | Mrs. Bernburg         |
| Nathan Corddry       | Stephen Harding       |
| Brooklynn Proulx     | Sammy                 |
| Brian Anthony Wilson | Virgil                |
| Joyce Feurring       | Granny Holler Witch   |
| Steven Rishard       | Detective Danton      |
| Charles Techman      | Monty Hughes          |
| John Peakes          | Dr. Charles Foster    |
| Chaz Moneypenny      | Adam Sabre            |
| Rick Applegate       | Bewaker Collins       |